# 死霊の罠
『死霊の罠』（しりょうのわな）は、1988年5月14日に公開された日本のホラー映画。

## 概略
和製スプラッターホラーの先駆け、日本初の本格的スプラッター映画と言われる。
1988年5月に劇場公開され、同年9月にジャパンホームビデオからVHSソフトが発売。その後、2000年にDVDが発売されるも諸般の事情から廃盤になって以降ソフト化されていなかった。

## あらすじ
女性レポーターのもとに送られてきた謎の惨殺ビデオテープ。眼球を切り裂かれるその映像はよく見ると自分の顔であった。1本のビデオテープの謎を探るため、女性レポーターとその仲間たちは取材班を組み撮影場所と思われる郊外の建物へと入っていく。

## 出演
土屋名美
演 - 小野みゆき
取材クルーのレポーター。
大輔
演 - 本間優二
建物の中で会う不審な男。弟であるヒデキを探しているという。
雅子
演 - 桂木文
取材クルーのライター。構成作家。通称：まこ。劇中ニュースではアベ・マサコと呼称される。
麗
演 - 小林ひとみ
取材クルーのスタイリスト。劇中ニュースではスギウラ・レイと呼称される。
理江
演 - 中川えり子
取材クルーのデスク。劇中ニュースではカワムラ・リエと呼称される。
近藤
演 - 阿部雅彦
ホラー好きの運転手兼AD。唯一の男性スタッフ。劇中ニュースではコンドウ・アキオと呼称される。
男
演 - 清水宏
廃墟で謎の殺人者に監禁されている中年男。
タイム・キーパー
演 - 須和野裕子

ヒデキの母
演 - 二木てるみ（声の出演）

刑事
演 - 三谷昇

原田
演 - 島田紳助
テレビプロデューサー。奇怪なビデオテープのテレビ番組化を提案されるが「勝手にしろ」とあしらう。
その他
演 - 橋本杏子、前原祐子

## スタッフ
- 監督：池田敏春
- 脚本：石井隆
- 企画：渡辺敦
- 製作：升水惟雄
- プロデューサー：神野智、大塚未知雄
- 撮影：たむらまさき
- 美術：丸尾知行、林田裕至
- 音楽：吉良知彦
- 照明：三好和広
- 編集：川島章正
- 整音：山本逸美
- 音響効果：柴崎憲治、佐々木英世（東洋音響）
- 助監督：渡辺容大
- スチール：堂地勝己
- 特殊メイク：若狭新一
- 製作：ジャパンホームビデオ、ディレクターズカンパニー
- 配給：ジョイパックフィルム[5]

## 製作
ビデオ製作会社・ジャパンホームビデオが映画製作に乗り出したその第一作で、本格的B級ホラーを目指し、『天使のはらわた 赤い淫画』以来となる石井隆脚本・池田敏春監督コンビが復活。ヒロインは石井作品でおなじみの「土屋名美」名義が使用される（過去作品とのつながりはない）。1987年暮れ当時「TVレポーターの名美と仲間たちがある所に集められ、次々と襲われていくというストーリー。製作費約1億円、来年（1988年）5月公開予定で、3カ月後にビデオを販売し、2万本を目標にする」と告知された。
特殊メイクを担当した若狭新一は、監督の池田敏春からの要求が厳しく涙したこともあったが、本作品の経験から心を強くし仕事への向き合い方も学んだといい、池田からも評価されオープニングで一枚看板でクレジットされるに至った。若狭は、本作品で低予算ながらクオリティの高い特殊メイクを行ったとが評価され、映画『孔雀王』にも起用された。

## 作品の評価
映画ライターの加藤よしきは、「情熱と個性は間違いなく世界レベル」と評している。